# 宋銑
宋銑（1734年—1779年），字舜音，號小巖，江蘇蘇州府長洲縣人，清朝政治人物，任四庫全書館職官。

## 生平
宋銑來自蘇州長洲宋氏家族，為清初吏部尚書文華殿大學士宋德宜玄孫。曾祖宋駿業；曾叔祖宋大業為內閣學士兼禮部侍郎；祖父宋喆；從祖宋壽圖；父宋聯飛。母為海州直隸州知州鄭謙女。從弟宋鑣、宋鎔等。
宋銑為吳縣庠生，乾隆二十四年（1759年）己卯科順天鄉試舉人，二十五年（1760年）庚辰科二甲第十九名進士。選翰林院庶吉士，散館授編修。二十七年（1762年）任壬午科順天鄉試同考官，二十八年（1763年）任癸未科會試同考官，提拔徐嗣曾等人。二十九年（1764年）丁母憂，服闋後遷司經局洗馬。京察一等，授湖南衡州府知府，護衡永郴桂道。三十五年（1770年）因未徹查祁陽縣水腳銀兩案，及辦理僧人被竊案不力，遭署湖南巡撫德福參奏，遭部議革職處理。三十六年（1771年）崇慶皇太后八旬萬壽，宋銑參與恭祝獲賜五品冠帶，並獲劉統勳奏請參與四庫全書館遼金元史纂修。三十七年（1772年）宋銑因學問尚優恢復翰林院編修職，任《通鑑輯覽》總校官，參與《大清一統志》、《滿洲源流考》等書纂修，以及文淵閣校理、三通館提調、咸安宮官學總裁教習等職。四十四年（1779年）春卒於官。著有《靜永堂詩稿》。與庚辰科同榜探花王文治等為親密詩友。

## 家庭
夫人為監生樊賜榜女；繼妻為監生沈培女。有五子：宋潤、宋湘、宋溎、宋淦及宋滄。還有四女：長女嫁謝墉第三子謝揚鎮（字組珉，乾隆五十一年（1786年）舉人，四庫全書館議敘，戶部郎中，嘉慶九年（1804年）去世）；次女嫁吳江陳焴；三女嫁嘉善周升桓子周以烺；四女嫁邵某。宋銑次子宋湘曾留意搜訪，道光年間重覓得散佚多年的高祖父宋駿業所藏《康熙南巡圖》的部分粉本，現由南京博物院收藏。